# Kühbach (Holzgraben)
Der Kühbach ist ein linker Zufluss zum Holzgraben in Oberbayern.

## Verlauf
Der Kühbach entsteht in Bad Kohlgrub, verläuft zunächst in der Waldschlucht, fließt dann weitgehend westwärts ins Obernacher Moos, vereinigt sich mit dem Holzgraben und mündet als solcher schließlich in die Ach, wenig bevor diese selbst in den Staffelsee mündet.